# Petar Karađorđević (sin Aleksandra II.)
Princ Petar Karađorđević (Chicago, 5. veljače 1980.), sin jugoslavenskog princa Aleksandra II. Karađorđevića i njegove prve supruge, princeze Marie Glorie d'Orleans - Braganza, princeze Brazila. Unuk je jugoslavenskog kralja Petra II. Karađorđevića i bivši je princ nasljednik. Abdicirao je 27. travnja 2022.
Petar je živio u Chicagu do kraja 1981. godine, a potom se s roditeljima preselio u Virginiju. Godine 1983. krenuo je prvo u vrtić, a 1984. u osnovnu školu. Kada je napunio osam godina, 1988. godine postao je učenik jedne od najboljih osnovnih škola u Londonu. U lipnju 1998. maturirao je na Kraljevoj školi u Engleskoj. U proljeće 1999. godine završio je osnove umjetnosti u Londonu. U svibnju 2000. godine Petar je završio u Španjolskoj, uglavnom u Barceloni i Sevilli, niz tečajeva iz područja umjetnosti. Trenutno stječe radna iskustva u području grafičkog dizajna i računalne tehnologije.
Govori engleski, španjolski i francuski, a usavršava svoj srpski jezik.
Trenutno živi u Beogradu.